# Bitka kod Kostajnice 1651.
Bitka kod Kostajnice  naziv je za ratni sukob iz 1651. godine između hrvatskih i turskih snaga, u kojem su Turci doživjeli težak poraz.

## Pregled
Budući da su Osmanlije često prelazili tadašnju granicu, upadajući u Hrvatsku na svojim brzim konjima koji su ih nosili u iznenadne pljačkaške pohode, ban Nikola Zrinski je povremeno uzvraćao udarac, kako bi ih kaznio i zastrašio. Tako je u kolovozu 1651. godine preko Siska i Petrinje poveo svoju vojsku na Kostajnicu, gdje je na lijevoj obali rijeke Une, nasuprot kostajničke tvrđave, došlo do otvorene bitke s osmanskim snagama. 
Banu su se tada pridružili i knez Juraj Frankopan, kanonik Juraj Ratkaj i knez Ladislav Rakoci. Zrinski je od njih sastavio vojsku od oko 2000 ljudi, s kojima je Kupu prešao kod Siska i Petrinje. Turci nisu izdržali nalet Hrvata, nego su počeli panično bježati preko mosta, kako bi se sklonili u utvrdi. Vidjevši da se stvari nepovoljno odvijaju, zapovjednik kostajničke tvrđave Omer-aga naredio je dizanje pokretnog mosta preko Une, kako čete Zrinskog ne bi mogle napasti samu tvrđavu. 
Nikola Zrinski nije tada napao samu utvrdu na desnoj obali Une, nego je naredio prekid pohoda i povratak prema Petrinji, da ne bi bio optužen za kršenje primirja koje je tada bilo na snazi. Putem su sreli i tursku posadu iz Zrina, koja je odlazila Kostajnici u pomoć u kojoj je ban uspio pobijedi Turke. Dalje je još potučena jedna turska vojska. U konačnici je toga dana poginulo preko 250 Turaka, među njima i turski pisar, koji je u Kostajnici mučio zarobljene Hrvate. Ban se sljedeći dan vratio u Petrinju s 38 zarobljenih Turaka te plijenom od 17 konja i 200 goveda, što je razdijelio među svojim vojnicima.
Kostajnički poraz osmanske vojske primirio je njene agresivne zapovjednike i neko vrijeme većih izgreda na tadašnjoj granici nije bilo. 